# San Antonio-klassen
San Antonio-klassen er United States Navy nye primære klasse af amfibie-dokskibe (LPD) i begyndelsen af det 21. århundrede. Det vil erstatte de ældre Austin-, Cleveland-, and Trenton- klasser (LPD) ligesom det også vil erstatte Anchorage- Newport- samt Charleston-klasserne.
San Antonio-klassen vil alt i alt erstatte 41 skibe, og på grund af nedskæringer blev klassen skåret ned fra de oprindelige 12 enheder til 10 enheder. 8 enheder i klassen er allerede operative, og de sidste 2 enheder er under konstruktion. Den endelige pris per skib er ikke kendt, men prisen for den første enhed USS San Antonio (LPD-17) endte på 1,4 milliarder dollars.

## Design og konstruktion
I forhold til tidligere klasser er San Antonio-klassen i stand til at bære mere fragt samt køretøjer. Disse egenskaber vil gøre klassen en hjørnesten i fremtidige NATO- eller rent amerikanske task groups. 
San Antonio-klassen er designet med henblik på at skabe den bedste overlevelsesevne nogensinde for den slags skibe. Designet betyder, at klassen vil være udrustet med topmoderne selvforsvarssystemer, kommunikationssystemer, stabsfaciliteter, den nyeste stealth teknologi, mens man samtidig har taget hensyn til at holde de operationelle udgifter nede. Klassen er ydermere designet således, at man nemt, hen over den forventede levetid, kan opgradere skibet, efterhånden som der bliver udviklet nyere udstyr.
Hule master er et af tegnene, hvor skibets stealth-design træder frem. Masterne, der indeholder sensorer, radarer samt kommunikationsantenner er med til at give skibet dets karakteristiske profil, samtidig med at der skabes en mindre radarprofil. San Antonio-klassen er hovedsageligt bygget ud fra et design, hvor man bruger SI systemet, og er den første amerikanske skibsklasse der er bygget efter dette system. Dog er de fleste maskinerier stadig bygget efter de amerikanske standarder.

## Skibe i klassen
| Pnt.   | Navn           | Kølen lagt         | Søsat             | Indgået           | Navngivet af         | Skæbne             | Kaldesignal |
| ------ | -------------- | ------------------ | ----------------- | ----------------- | -------------------- | ------------------ | ----------- |
| LPD-17 | San Antonio    | 9. december 2000   | 12. juli 2003     | 14. januar 2006   | Kay Bailey Hutchison | I tjeneste         | NSAT        |
| LPD-18 | New Orleans    | 14. oktober 2002   | 11. december 2004 | 10. marts 2007    | Carolyn Shelton      | I tjeneste         | NOLA        |
| LPD-19 | Mesa Verde     | 25. februar 2003   | 19. november 2004 | 15. december 2007 | Linda Price Campbell | I tjeneste         | NMVD        |
| LPD-20 | Green Bay      | 11. august 2003    | 11. august 2006   | 24. januar 2009   | Rose Magnus          | I tjeneste         | NGRB        |
| LPD-21 | New York       | 9. oktober 2004    | 20. december 2007 | 7. november 2009  | Dotty England        | I tjeneste         | NNYK        |
| LPD-22 | San Diego      | 23. maj 2007       | 7. maj 2010       | 19. maj 2012      | Linda Winter         | I tjeneste         | NSAN        |
| LPD-23 | Anchorage      | 24. september 2007 | 12. februar 2011  | 4. maj 2013       | Annette Conway       | I tjeneste         | -           |
| LPD-24 | Arlington      | 18. december 2008  | 23. november 2010 | 8. februar 2013   | Joyce Rumsfeld       | I tjeneste         | -           |
| LPD-25 | Somerset       | 11. december 2009  | 14. april 2012    | 1. marts 2014     | Mary Jo Myers        | I tjeneste         | -           |
| LPD-26 | John P. Murtha | 6. juni 2012       | 30. oktober 2014  | -                 | Donna Murtha         | Under konstruktion | -           |
| LPD-27 | Portland       | 2. august 2013     | -                 | -                 | Bonnie Amos          | Under konstruktion | -           |
| LPD-28 |                |                    | -                 | -                 | -                    | Bestilt            | -           |

## Eksterne links
- Wikimedia Commons har flere filer relateret til San-Antonio-Klasse
- US Navy Fact-Sheet (engelsk) Arkiveret 5. april 2005 hos  Wayback Machine
- Global Security: San Antonio-klassen (engelsk)
- Naval Technology: San Antonio-klassen (engelsk)
- ACP113 (AH) Arkiveret 18. juli 2011 hos  Wayback Machine